# Bothamsall
Bothamsall is een civil parish in het bestuurlijke gebied Bassetlaw, in het Engelse graafschap Nottinghamshire met 270 inwoners.